# Festival du film de Taormine

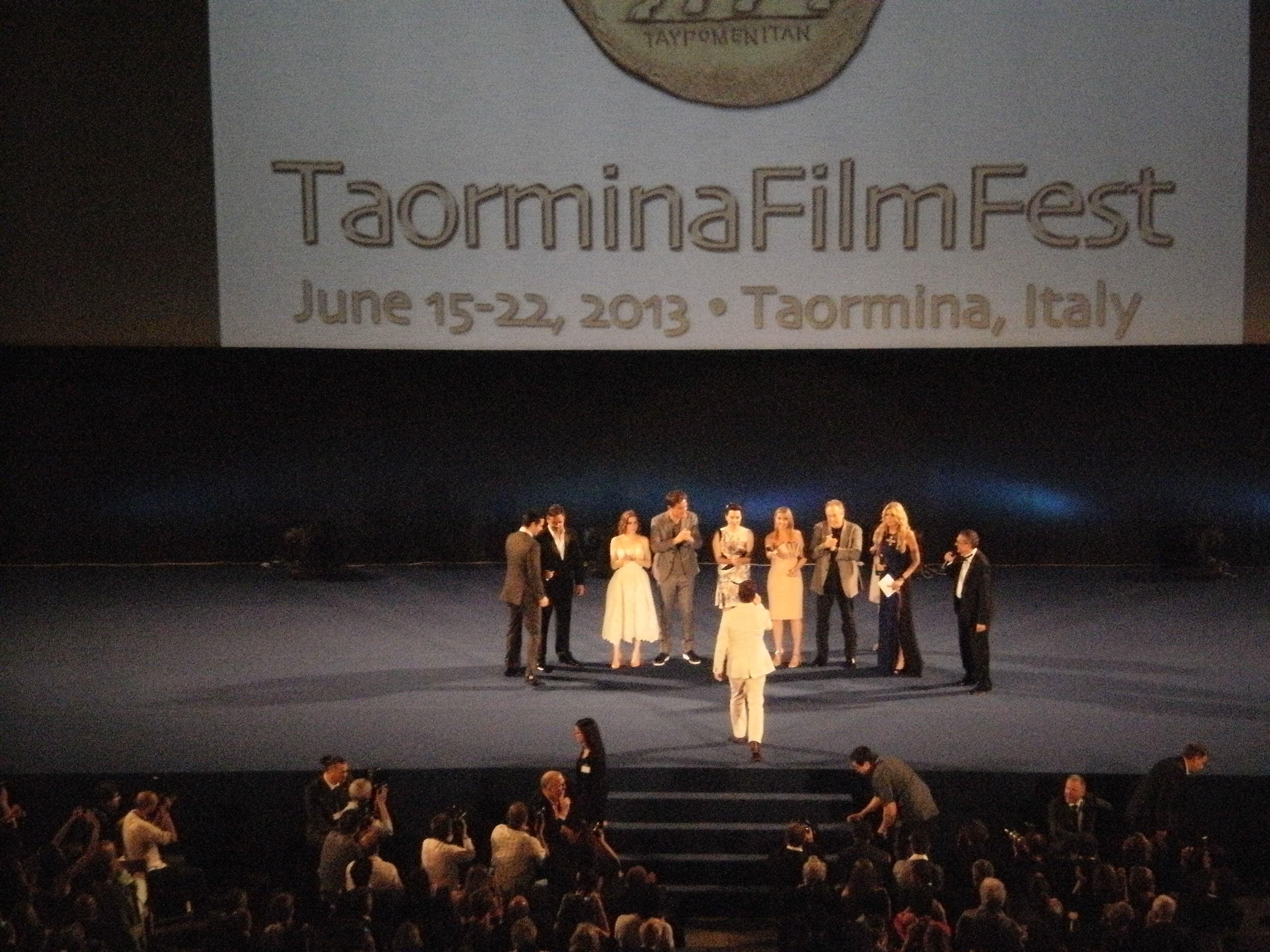
Un moment de l'édition 2013

Le Festival du film de Taormine (Taormina Film Fest) est un festival de cinéma italien qui a lieu chaque année en Sicile, à Taormine, en juin. Il est organisé dans le cadre de Taormina Arte (it).

## Historique
Le festival naît à Messine en 1955, et en 1957, il devient la Rassegna Cinematografica Internazionale di Messina e Taormina (Rencontre cinématographique internationale de Messine et de Taormine) et le Cariddi d'argento (Charybde d'argent) est institué. Entre 1957 et 1980, il héberge presque en continu la remise des Prix David di Donatello.
En 1970, la rencontre se dédouble, et le Festival Internazionale del Cinema di Taormina est créé, avec une compétition, le Gran premio delle nazioni (Grand prix des nations), qui se déroule en parallèle de l'évènement. Ce prix est attribué cette année-là à Sydney Pollack pour le film On achève bien les chevaux.
L'évènement, qui se déroule exclusivement à Taormine à partir de 1971, accueille au fil des années dans le Théâtre antique de nombreuses stars du cinéma international : Elizabeth Taylor, Marlene Dietrich, Sophia Loren, Cary Grant, Marlon Brando, Charlton Heston, Audrey Hepburn, Gregory Peck, Tom Cruise, Melanie Griffith, Antonio Banderas…
À partir de 1981, les trois premiers films reçoivent les Charybde d'or, d'argent et de bronze, tandis que les meilleurs interprètes sont gratifiés du Masque de Polyphème (Maschera di Polifemo) d'or, d'argent et de bronze. En 1984, les Rubans d'argent attribués par le syndicat des journalistes de cinéma y sont décernés.
Il est curieux que, pendant de nombreuses années, la Rassegna Cinematografica Internazionale di Messina e Taormina et le Festival Internazionale del Cinema di Taormina ont conservé une numérotation propre et séparée. Tandis que la Rassegna continuait à avoir le même nom, le festival en a changé plusieurs fois : à partir de 1983 Taormina FilmFest (dans le cadre de Taormina Arte), puis à partir de 2002 BNL Taormina Film Fest, et enfin Taormina Film Fest, tout en conservant une numérotation cohérente. En 1997, la XLIII Rassegna Cinematografica Internazionale di Messina e Taormina ou XXVII Festival Internazionale del Cinema di Taormina était rebaptisée TaoFest.

## Directeurs
- Arturo Arena (1955)
- Michele Ballo (1956 - 1968)
- Giuseppe Campione (1969 - 1970)
- Gian Luigi Rondi (1971 - 1980)
- Guglielmo Biraghi (1981 - 1990)
- Enrico Ghezzi (1991-1998)
- Felice Laudadio (1999-2006)
- Deborah Young (2007-2011)
- Mario Sesti (2012-2014)